# Československá basketbalová liga 1990/1991
1. basketbalová liga 1990/1991 byla v Československu nejvyšší ligovou basketbalovou soutěží mužů, v ročníku 1. ligy hrálo 14 družstev.  VŠ Praha získala titul mistra Československa, Sparta Praha skončila na 2. místě a Baník Prievidza na 3. místě. Ze třech nováčků ligy se udrželi dva - Dukla Olomouc  (11. místo) a Lokomotíva Pezinok (12. místo), ale Baník Ostrava se neudržel ani po dodatečné kvalifikaci. 
Konečné pořadí 1990/1991:

1. VŠ Praha (mistr Československa 1991) - 2. Sparta Praha - 3. Baník Prievidza - 4. Zbrojovka Brno - 5. Slávia VŠD Žilina - 6. SKP Pardubice - 7. Baník Handlová - 8. Slávia VŠT Košice - 9. Inter Bratislava -  10. NHKG Ostrava  - 11. Dukla Olomouc - 12. Lokomotíva Pezinok - 13. Chemosvit Svit - 14. Baník Ostrava

## Systém soutěže
Všech čtrnáct družstev hrálo dvoukolově každý s každým (zápasy doma - venku), každé družstvo 26 zápasů. Po základní části sa družstva rozdělila na dvě skupiny (1.-8., 9.-14.). Prvních 8 družstev pokračovala dvoukolově (systém doma - venku), po němž byly hrány zápasy o titul a o třetí místo. Družstva na 9. až 14. místě pokračovala dvoukolově (systém doma - venku) o konečné umístění a o sestup. 

## Tabulka základní část 1990/1991
| Poř. | Tým                   | Z  | V  | P  | Skóre     | Body | Kon. pořadí |
| ---- | --------------------- | -- | -- | -- | --------- | ---- | ----------- |
| 1.   | VŠ Praha              | 40 | 35 | 5  | 3599:3096 | 75   | 1. místo    |
| 2.   | Sparta Praha          | 40 | 32 | 8  | 3444:3098 | 72   | 2. místo    |
| 3.   | Baník Cígel Prievidza | 40 | 26 | 14 | 3466:3161 | 66   | 3. místo    |
| 4.   | Sokol Brno I.         | 40 | 25 | 15 | 3477:3301 | 65   | 4. místo    |
| 5.   | Slávia VŠD Žilina     | 40 | 24 | 16 | 3274:2995 | 64   |             |
| 6.   | SKP Pardubice         | 40 | 20 | 20 | 3437:3331 | 60   |             |
| 7.   | Baník Handlová        | 40 | 18 | 22 | 3404:3357 | 58   |             |
| 8.   | Slávia VŠT Košice     | 40 | 16 | 24 | 3029:3257 | 56   |             |
|      |                       |    |    |    |           |      |             |
| 9.   | Inter ZŤS Bratislava  | 36 | 17 | 19 | 2933:2885 | 53   |             |
| 10.  | NHKG Ostrava          | 36 | 14 | 22 | 3083:3176 | 50   |             |
| 11.  | Dukla Olomouc         | 36 | 12 | 24 | 2818:2999 | 48   |             |
| 12.  | Lokomotíva Pezinok    | 36 | 11 | 25 | 2862:3179 | 47   |             |
| 13.  | Chemosvit Svit        | 36 | 10 | 26 | 2571:2943 | 46   |             |
| 14.  | Baník Ostrava         | 36 | 9  | 27 | 2836:3166 | 45   |             |

## Play off 1990/1991
- o 3. místo: Baník Prievidza - Sokol Brno I.  3:2 (92:71,93:69,72:78,85:95, 90:80)
- Finále: VŠ Praha - Sparta Praha 3:1 (90:96, 93:66,  108:100, 96:99, ale skreč 20:0 pro start hráče Lee Rowlinsona, který nastoupil přes upozornění FIBA, které však klubu nebylo doručeno)

## Sestavy (hráči, trenéři) 1990/1991
- VŠ Praha: Václav Hrubý, Petr Treml, Jaromír Geršl, Kameník, Bečka, Bašta, P. Hartig, Nečásek, Bříza, Dvořák, Lukš, Zalužanský, Novotný, Strejček, Borcel. Trenér František Rón
- Sparta Praha: Vladimír Vyoral, Michal Ježdík, Adolf Bláha, Libor Vyoral, Hynek Cimoradský, Karel Forejt, Ivan Beneš, Josef Petržela, Tracey Walston (USA), Lee Rowlinson (USA), Jiří Zídek (1973), Petr Janouch, František Babka, Martin Bělík, M. Bakajsa, F. Novotný, F. Vorel. Trenér Jiří Růžička
- Baník Prievidza: Jaroslav Kraus, Vainauskas, Vasiliunas, Uhnák, P.  Jančura, Krivošík, Jašš, Marko, Kňaze, Miškovič, Pekárik, Marchyn, Pekár, Hrubina, V. Treml. Trenér Ivan Chrenka
- Zbrojovka Brno: Josef Jelínek, Jan Svoboda, Julius Michalik, Šibal, Martin Jelínek, Jeřábek, Czudek, Buňák, Pelikán, Hudeček, P. Musil, Simota, Kalus, Melderis, Weigurs. Trenér Miroslav Pospíšil
- Slávia VŠD Žilina: Jozef Michalko, Bystroň, Faith, Kočvara, Buňák, I. Jančura, Štefek, Konečný, Pavlus, Petrák, Licehamr, Rožánek, Vilikus, Dida, Augustín. Trenér B. Iljaško
- SKP Pardubice: Kamil Novák, Dušan Medvecký, Miloš Kulich, Harásek, Peterka, Urbánek, Bubák, Jagob, Zikuda, Chaloupka, Richter, Kolár, Zajíc, Josef Sedlák, Trnka, Vahala, Dlouhý, Majer. Trenér Jaroslav Kantůrek
- Baník Handlová: Dušan Lukášik, Silvestrov, Orgler, Floreš, Ďurček, Linkeš, Morávek, Mátych, Josef Šťastný, Sekot, Galatík, Šakový, Javúrek. Trenér M. Rehák
- Slávia VŠT Košice: Lovík, Penikas, Jankunas, Krajňák, Bule, Farkaš, S. Kukla, Paľko, Mikuláš, Šponták, Samec, Brostl, Dubovský, Meluš, Halaša. Trenér J. Rešetár
- Inter Bratislava: Polovjanov, Kubrický, Jakabovič, Černický, Mičuda, Bondarenko, Minarovjech, Weiss, Hvorečný, Bošňák, Kuzmiak, Wimmer, M. Sedlák. Trenér R. Honz
- NHKG Ostrava:  Kovář, Klapetek, Wrobel, Staniulis, Fajta, Petravičius, Svozil, D. Šplíchal, Veselý, Kneifl, O. Kukla, Žurek, Milan Korec, Kozák. Trenér Zdeněk Hummel
- Dukla Olomouc: Pekárek, S. Petr, Rusz, J. Musil, Pavelka, Nemec, Magnusek, Krämer, Formánek, Procházka, Müller, Spáčil, Klimeš, Vítek, Daněk. Trenér V. Dvořák
- Lokomotiva Pezinok: Justin Sedlák, Lukjanec, Bárta, Averjanov, Chromej, Masár, Marek, Stanček, Mašura, Mikušovič, Jelačič, Pátek, Vido, Frátrič, Dubek, Ondroušek, Tkáč, Muránik. Trenér M. Ondrušek
- Chemosvit Svit: Igor Vraniak, Čivilis, Želnis, Kofroň, Polcer, Billík, Hajduk, Seman, Gajan, Řihák, Dombek, Ištok, K. Šplíchal, Krč, Kmetoni, Kováč, Záboj. Trenér B. Sako
- Baník Ostrava: Pavilonis, Hlaváč, Josef Šťastný, Vaněček, Laskys, Zlámal, Jaroš, Lupač, Hýl, J. Böhm, Petr, Čegan, Podvézky, Lipka, Trnka, Kocian, David. Trenér Jan Kozák,

## Zajímavosti
- Mistrovství Evropy v basketbale mužů 1991 se konalo v červnu v Itálii Řím. Mistrem Evropy byla Jugoslávie, Itálie na 2. místě a Španělsko na 3. místě. Na 6. místě skončilo Československo, které hrálo v sestavě: Julius Michalík 58 bodů /5 zápasů, Jan Svoboda 52 /5, Michal Ježdík 48 /4, Jiří Okáč 45 /5, Pavel Bečka 44 /5, Václav Hrubý 41 /5, Leoš Krejčí 33 /5, Vladimír Vyoral 32 /5, Stanislav Kameník 27 /4, Štefan Svitek 27 /3, Richard Petruška 21 /2, Jozef Michalko 19 /5,  celkem 447 bodů v 5 zápasech (2-3), Trenér: Jan Bobrovský.
- Zbrojovka Brno v Poháru evropských mistrů 1990/91 hrál 2 zápasy (0-2, 141-162), vyřazen v 1. kole: Scania Södertälje BBK, Švédsko (59-68, 82-94).
- Koračův pohár 1990/91 
  - Sparta Praha hrála 2 zápasy (1-1 139-144) , vyřazena v 1. kole od Panathinaikós Athény, Řecko (75-72, 64-72), rozdíl 5 bodů ve skóre
  - Inter Bratislava hrál 2 zápasy (1-1, 143-151), vyřazen v 1. kole od BK Citroën Klagenfurt, Rakousko (84-82, 59-69)
  - Baník Prievidza hrál 2 zápasy (0-2, 172-193), vyřazen v 1. kole od KK Kalev Tallinn, Estonsko (85-86, 87-107)

rezerva - Inter Bratislava VŠ Praha , NHKG Ostrava hrála 10 zápasů (2-8, 770-848), skončila na 4. místě 	Baník Prievidza
- Vítězem ankety Basketbalista roku 1990 byl Josef Jelínek.
- „All Stars“ československé basketbalové ligy - nejlepší pětka hráčů basketbalové sezóny 1990/91 nebyla vybrána.